# Stafsinge sogn
Stafsinge sogn i Halland var en del af Faurås herred. Stafsinge distrikt dækker det samme område og er en del af Falkenbergs kommun. Sognets areal var 42,03 kvadratkilometer, heraf land 41,80. I 2020 havde distriktet 4.478 indbyggere. Landsbyen Stafsinge og en del av byen Falkenberg (bydelen Skogstorp) ligger i sognet.
Navnet (1330-1334 Stefsinge) består af to dele. Den første del er måske navnet på en sø. Den sidste del er -inge. Der er et naturreservat i sognet: Bengtesgårds æng.